# Barleria sceptrum-katanganum
Barleria sceptrum-katanganum är en akantusväxtart som beskrevs av Champl.. Barleria sceptrum-katanganum ingår i släktet Barleria och familjen akantusväxter. Inga underarter finns listade i Catalogue of Life.